# 康承爵
康承爵（16世紀—1645年9月11日），字德徵，號翼寰，浙江都司乍浦千戶所人，明朝、南明軍事人物。

## 生平
康承爵是百戶康綬的曾孫，年幼時讀《漢書》馬援列傳，讀到「馬革裹屍」一句，嘆息說：「不對！既然為了國家，裹革又有何用呢！」成年後在萬曆三十四年（1606年）及三十七年（1609年）兩中武舉人，次年（1610年）聯捷武進士，獲授衛鎮撫，陞為神機營游擊，清理羽林軍軍伍，勳戚都退避。其時魏忠賢擅權，他力求外補，遷任潮州衛參將，擊敗惠州平山流寇葉文林、海盜劉香；調任廣西潯梧參將，平定龍山山賊胡扶紀，至崇禎初年陞為台金嚴副總兵，於大陳山、韭山大敗海寇張宏銘，得擢官都督同知、貴州總兵，惟未上任北京已經失陷。弘光帝繼位，下詔天下勤王，他行至丹陽時得知馬士英主政，就把部下交給其他將領，自己回鄉。
嘉興人民起兵抵抗清朝，郭紹儀、馬嘉植、陸清源、倪長圩、湯雲章、馬鳴雷、萬方兄弟在弘光元年閏六月八日推舉康承爵守衛平湖，有部眾數千人，斬殺佐領色赫、知縣朱圖隆、縣丞王牧民響應起事。軍隊攻至府城下失利，退守平湖，倪長圩任用前來的陳梧為將，其他人不服，偽造神武元年喜詔開讀，萬人聽後稍為振奮人心。平湖西門為軍事要地，東面臨水而軍備鬆弛，有人將此事告訴清軍；清兵暗中搶掠數千艘船，在農草下埋伏健卒，同時又以大軍在東門埋伏。隆武元年（1645年）七月二十三日，敵軍大開東門，斬殺他的部下，城中人民驚慌失措，火災又令起西門士兵潰散。平湖失陷，他在西門常平倉前戰死，清兵因而屠城。

## 引用
1. 1 2  錢海岳《南明史·卷八十五·列傳第六十一》：康承爵，字德復，平湖人。世襲乍浦百戶，萬曆三十八年武進士。自衛鎮撫遷浙撫中軍。饒有幹畧，以材武見稱。入為神機營遊擊，清勾羽林軍。時魏忠賢用事，求外補，乃遷潮州參將，平山寇葉文林、海寇劉香。調廣西，定龍山賊胡扶紀。崇禎初，陞台金嚴副總兵，破海寇張宏銘大陳山、韭山。擢都督同知貴州總兵。未任而北京亡。安宗立，詔天下勤王。行至丹陽，聞馬士英用事，乃以兵屬他將，微服歸里。
2. ↑  光緒《平湖縣志·卷十三·選舉志》：（武）舉人 明 （萬曆）丙午己酉二科……康承爵 由乍所百戶中式，庚戌
3. ↑  光緒《平湖縣志·卷十五·列傳一》：康承爵，字德徵，號翼寰，百戶綬曾孫。幼習舉子業，嘗讀《漢書》馬新息侯傳，至「馬革裹屍」句喟然曰：「先注差矣！身既許國，裹革奚為！」後登萬歷庚戌武進士，授衛鎮撫，累陞神機營遊擊，清勾羽林軍，勳戚歛避。時魏璫用事，承爵力求外補，出為廣東惠州參將，破惠州山寇葉文林。海寇劉香等轉；廣西潯梧參將，平龍山賊胡扶記有功。崇禎初，分授台金嚴，破海寇張宏銘于大陳山，又破之于韭山捷聞。陞貴州副總兵，進後府都督僉事，未之任遭闖亂歸。
4. ↑  錢海岳《南明史·卷八十五·列傳第六十一》：嘉興兵起，郭紹儀、馬嘉植、陸清源、倪長圩、湯雲章、馬鳴雷、萬方兄弟，於弘光元年閏六月八日，推主守平湖，眾數千人，斬佐領色赫、知縣朱圖隆、縣丞王牧民響應。將兵至郡城下，戰不利。嘉興陷，退保平湖。陳梧至，長圩以為將，眾不與，乃偽為神武元年喜詔開讀，聽者萬人，人心稍奮。平湖西門當衝，東臨水，弛備。有以此狀告清兵者。於是清陰掠民舟數千，置農具草物其上，伏健卒於中；別以大軍伺東門外。隆武元年七月二十三日，賺開東關，輒斬陸門入大軍，城中大驚，火起，西門兵散。城陷，承爵戰死西關外。清兵遂屠城。
5. ↑  光緒《平湖縣志·卷十五·列傳一》：乙酉大兵下，省郡邑民團聚鄉勇，承爵主之，七月二十三日死于西門外常平倉前 朱忠節、高行誼、張忠臣、王列傳 。